# Archiginnasio de Bolonia
El Archiginnasio de Bolonia es uno de los palacios más importantes de la ciudad de Bolonia, Italia. Fue la sede de la Universidad de Bolonia entre 1563 a 1803, albergando actualmente la Biblioteca Comunal del Archiginnasio. Forma parte del sitio Patrimonio de la Humanidad de los Pórticos de Bolonia.

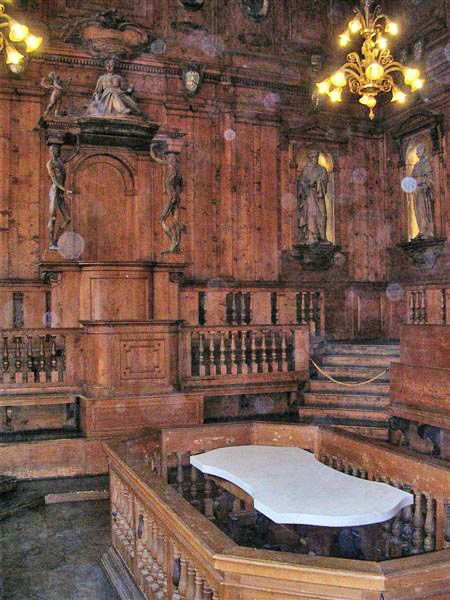
El teatro anatómico de 1637.

En el siglo XV el área de Piazza Maggiore fue drásticamente reestructurada por órdenes del Papa; durante el mismo período fue construida la Fuente de Neptuno. La construcción del Archiginnasio fue comisionada por el papa Pío IV por medio de los legados apostólicos Carlos Borromeo y Pier Donato Cesi, quienes encargaron el proyecto a Antonio Morandi (llamado il Terribilia), que terminó los trabajos de construcción entre 1562 y 1563.

## Edificio
El Archiginnasio fue sede de la Universidad de Bolonia desde 1563 a 1803, y tiene una rica variedad de historia y obras de arte. 
El palacio está estructurado en dos niveles con un pórtico anterior y patio interno que engloba la ex iglesia de Santa Maria dei Bulgari.
El nivel superior contenía las salas de estudio de los legisti (estudiantes de derecho) y los artisti (estudiantes de otras materias): sus respectivas aulas magnas son la Sala dello Stabat Mater y la Sala de Lectura de la actual Biblioteca Comunal. Tanto los legisti como los artisti disponían de diez aulas. Sin embargo, los legisti, considerados estudiantes de primera categoría y un poco presumidos, tenían sus salas a lo largo del corredor principal. Legisti y artisti subían el piso superior por escaleras distintas ya que no pretendían mezclarse de ningún modo.
Como testimonio de la larga historia universitaria del palacio ha quedado un enorme complejo heráldico en los muros, compuesto por siete mil escudos de armas de los estudiantes e inscripciones en honor de los estudiantes. Estos escudos se salvaron afortunadamente de la destrucción ordenada por el gobierno republicano en 1797 y de los bombardeos durante la Segunda Guerra Mundial.

## Teatro anatómico
En el nivel superior es todavía visible el Teatro anatómico de Bolonia, construido usando el proyecto de Antonio Levanti en 1637. Este era una sala dedicada a estudio de la anatomía en forma de anfiteatro, construida en madero de abeto, el cielo recubierto de casetones y decorada con estatuas. La sala colapsó a causa de los bombardeos de 1944 pero fue sucesivamente restaurada. El teatro es presidido por una cátedra, donde se sentaba el profesor, cubierto por un baldaquín sujetado por dos esculturas de hombres desnudos y sin piel, llamados "gli spellati" (los despellejados). Las estatuas, realizadas en el siglo XVIII por Ercole Lello pueden bien ser descritas como la unión entre arte y ciencia. Las numerosas esculturas que decoran las paredes representan médicos de la antigüedad y la los tiempos modernos: los bustos son de aquellos considerados menos importantes, mientras los de gran importancia están retratadso a cuerpo entero. Las dos estatuas principales, a la derecha de la entrada, representan a Hipócrates y Galeno, los médicos más importantes de Grecia y Roma, respectivamente. Otra estatua, en la pared opuesta a la cátedra, representa a un médico que tiene en la mano un nariz: se trata del boloñés Gaspare Tagliacozzi, precursor de la rinoplastia.
El palacio contiene la Biblioteca Comunal del Archiginnasio, la más grande de la Emilia-Romaña, que conserva importantes textos de las disciplinas históricas, filosóficas, políticas, literarias, artísticas, biográficas y bibliográficas y una extensa sección dedicada a la cultura boloñesa. Entre otros, la biblioteca conserva alrededor de 35.000 manuscritos e incunables.

## Galería de imágenes

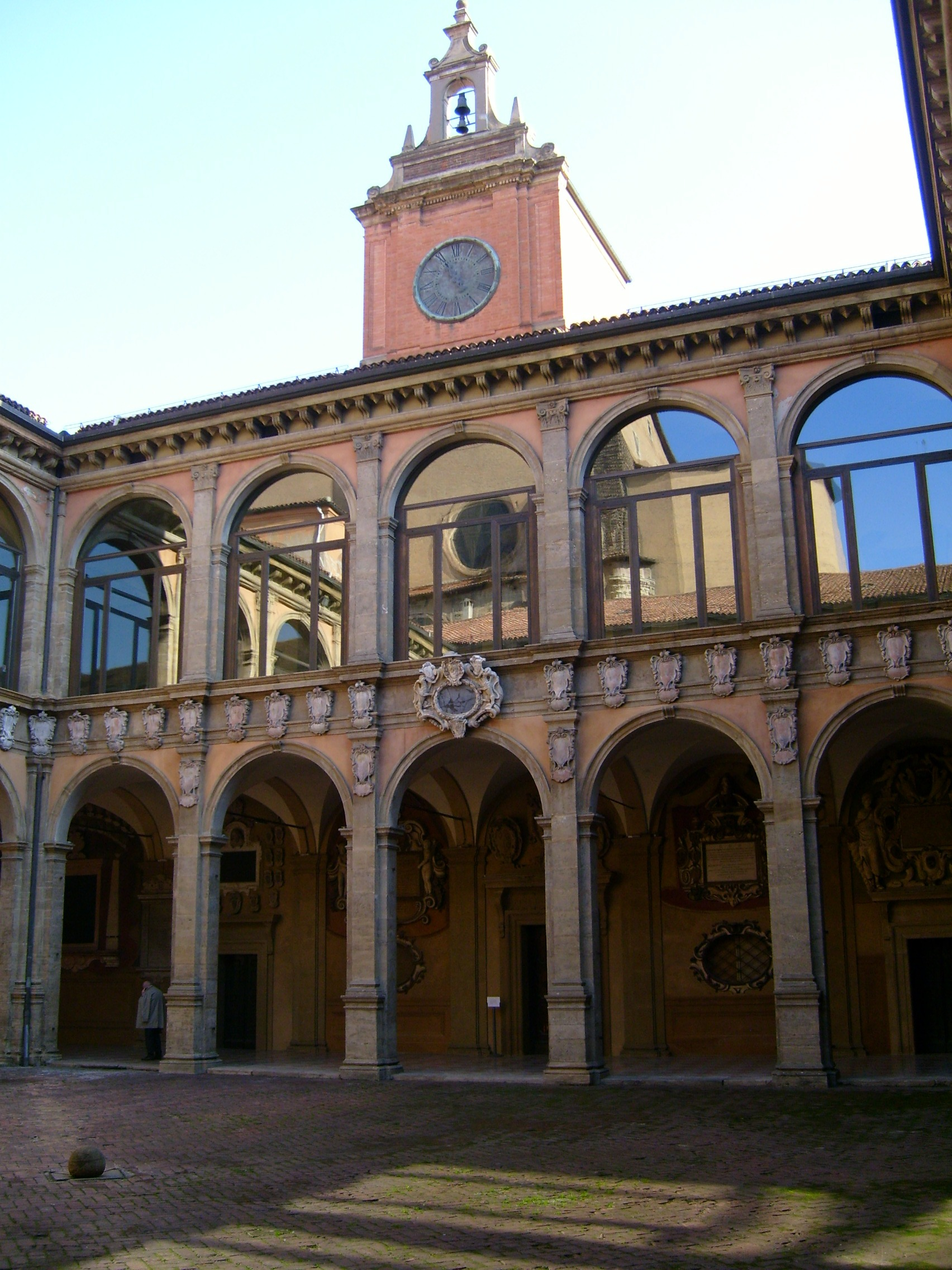
El palacio visto desde el patio interior.
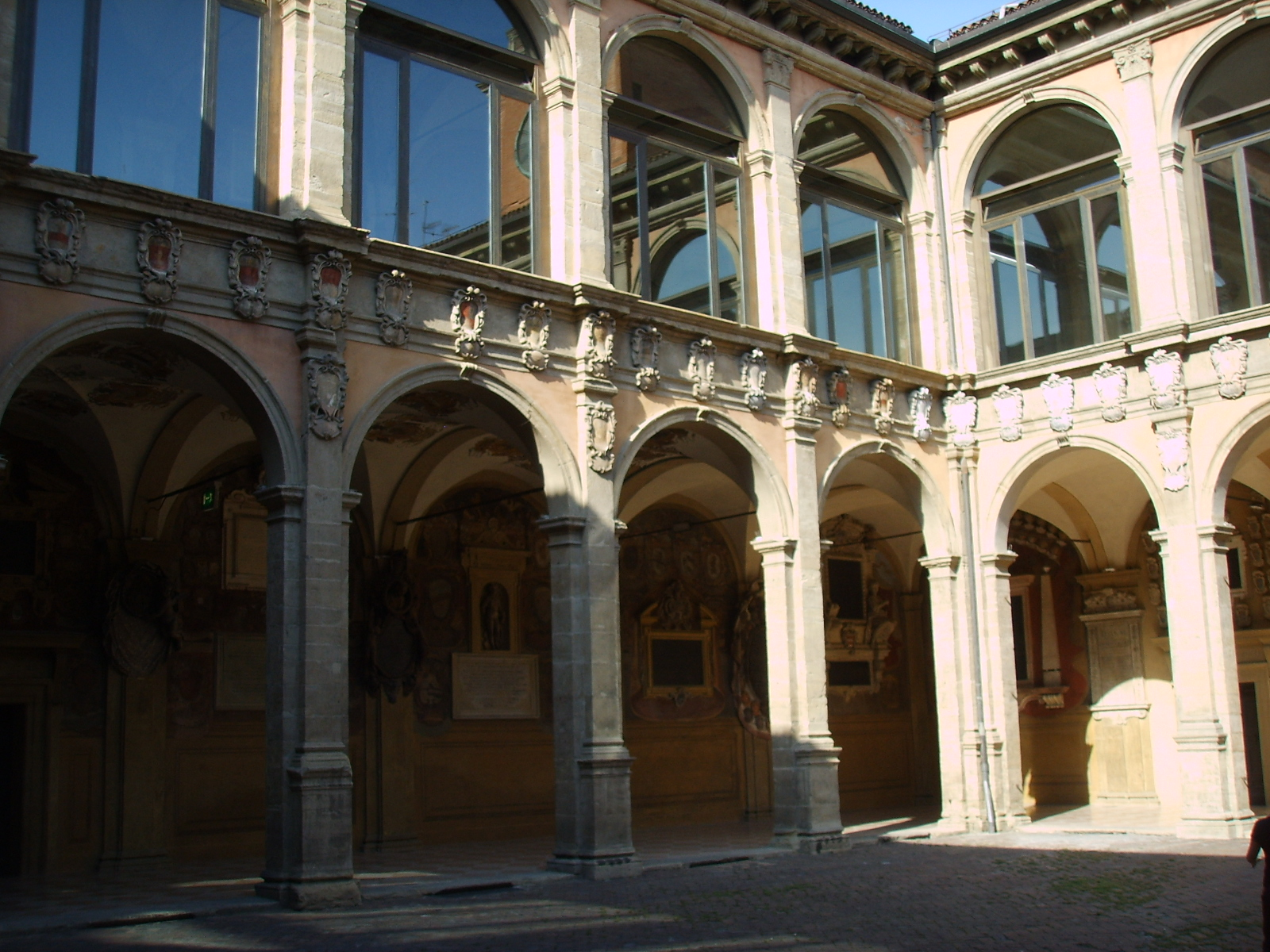
El patio interior del palacio.
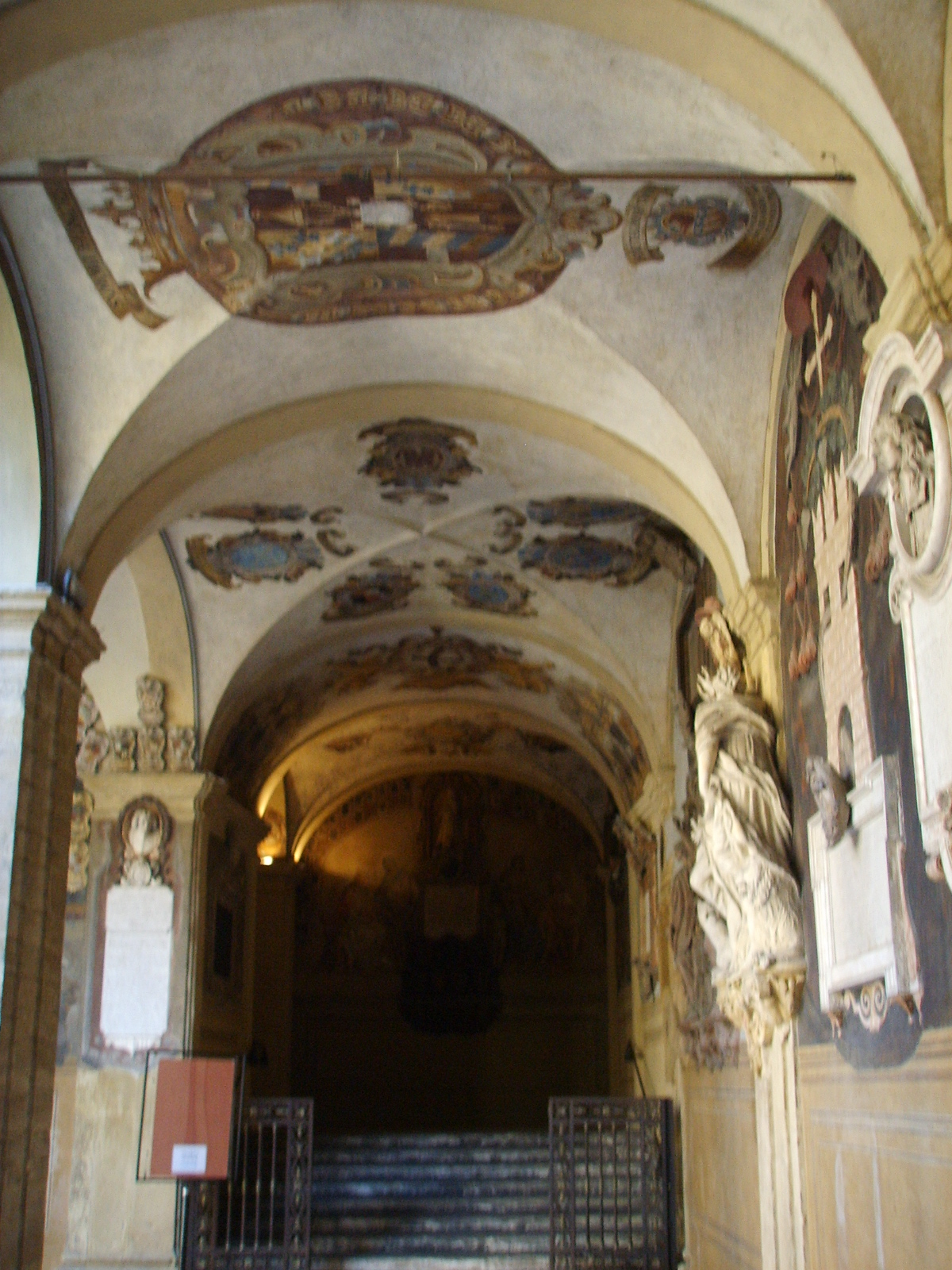
El pórtico del patio interior. Acceso a las escaleras.
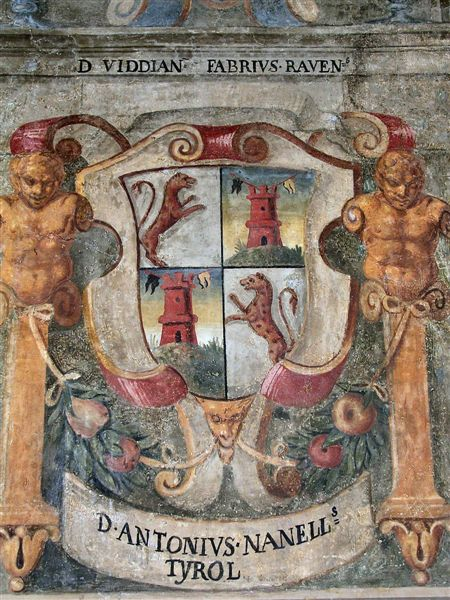
Escudos de armas de los estudiantes
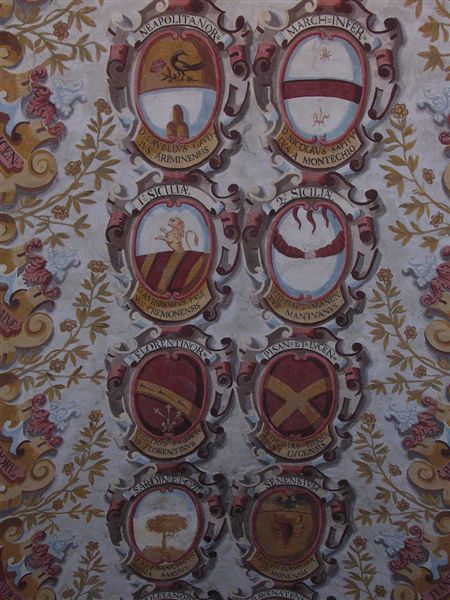
Otros escudos de armas
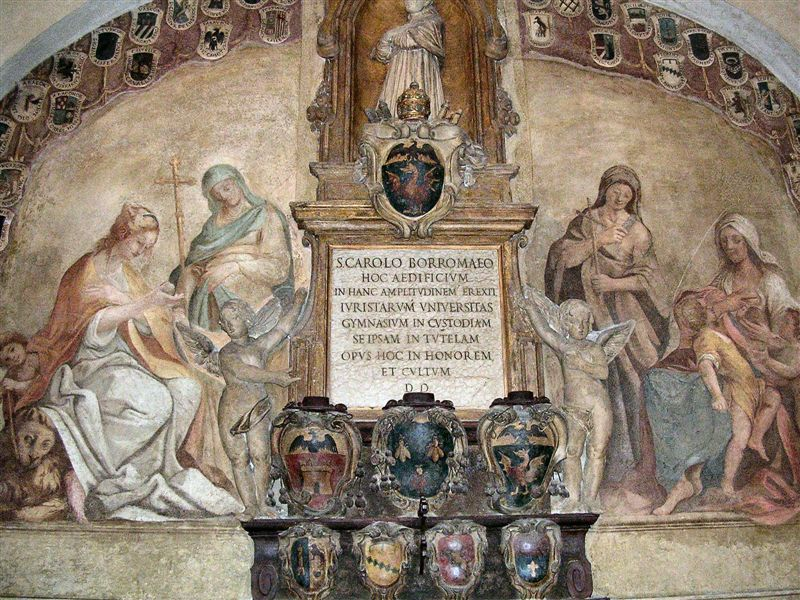
Inscripción en honor a Carlos Borromeo
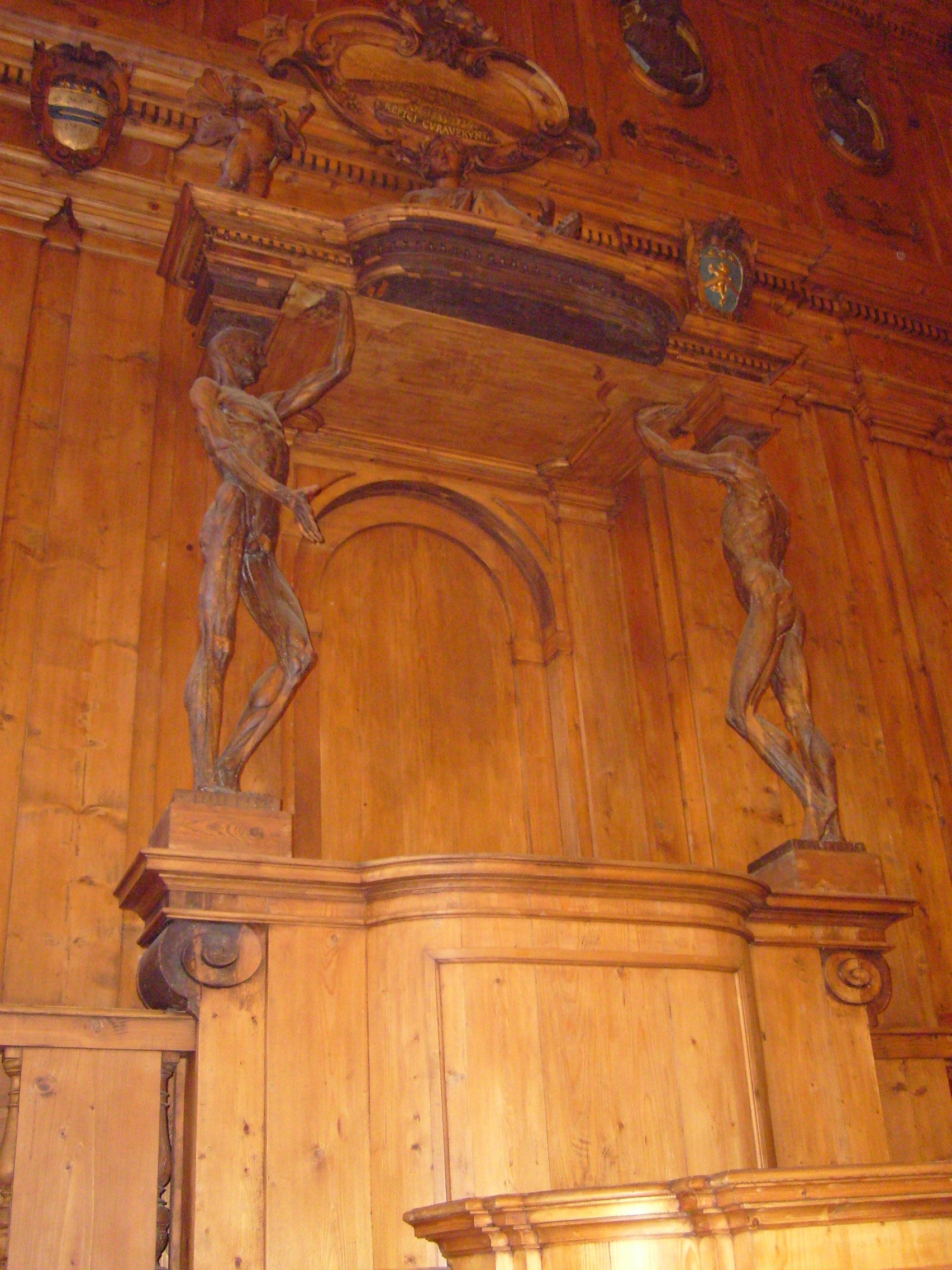
Teatro anatómico. Baldequín de los "spellati".
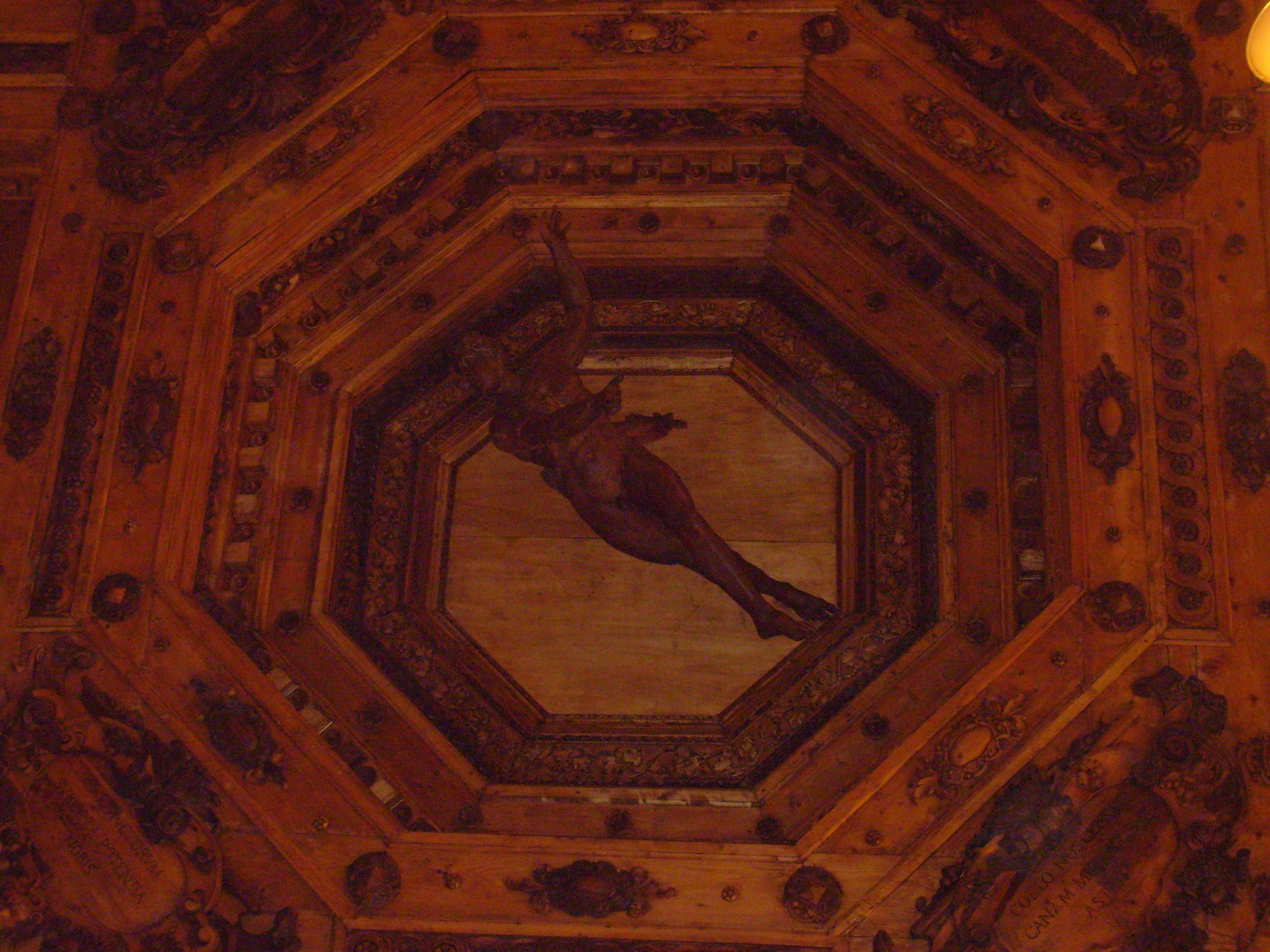
Teatro anatómico. Techo de madera con estatua de Apolo.
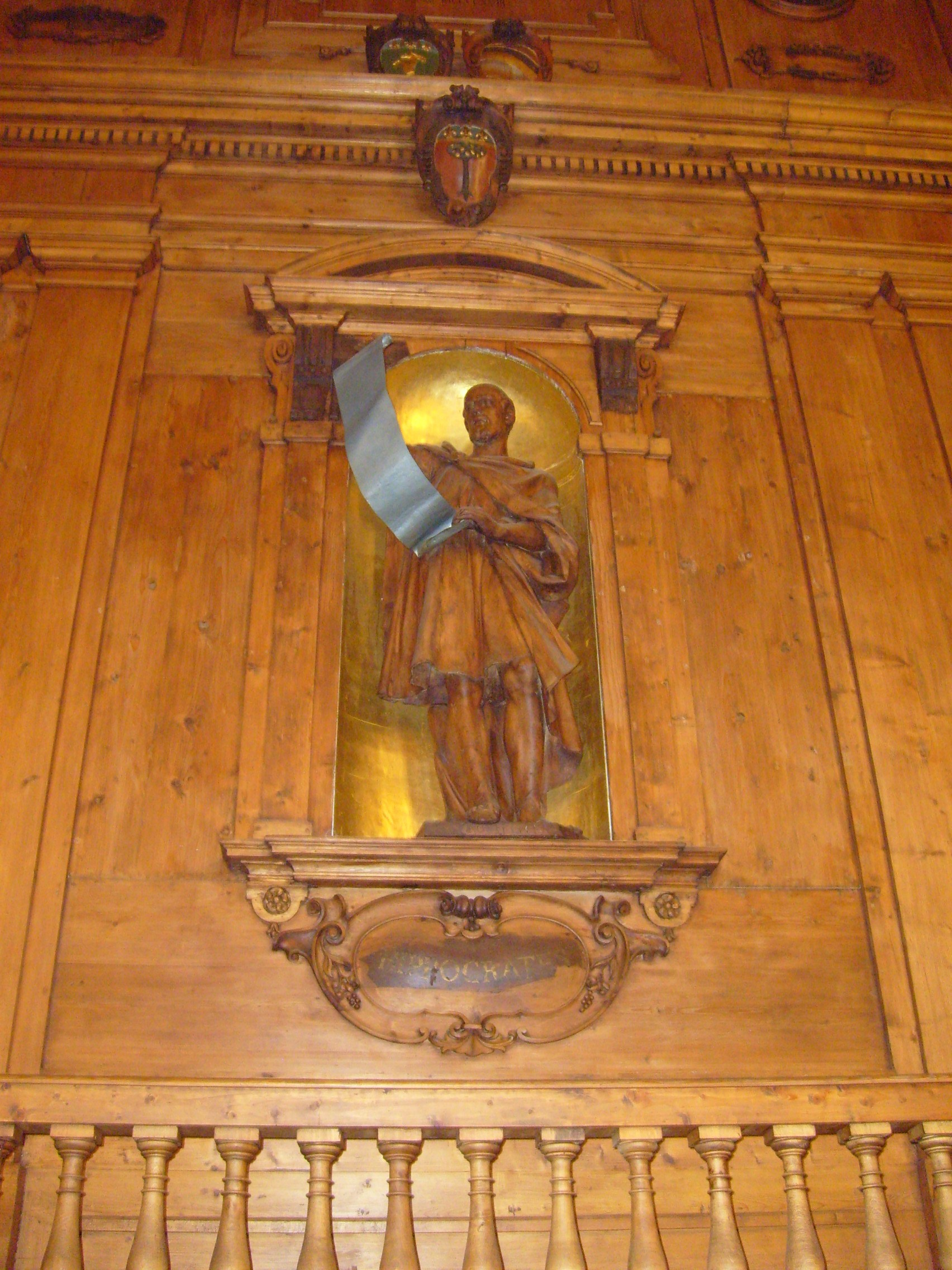
Teatro anatómico. Estatua de Hipócrates.
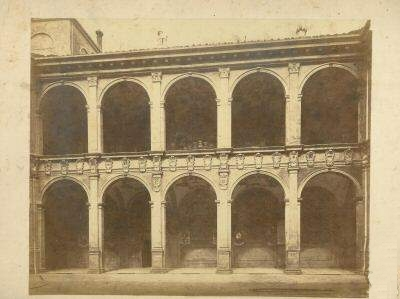
Patio interior. Fotografía histórica de Pietro Poppi (1883-1914)